# 十里村站 (合肥轨道交通)
十里村站位于中华人民共和国安徽省合肥市瑶海区铜陵北路与唐河路交叉口地下，是合肥轨道交通4号线的地铁车站。工程站名天水路站。

## 车站结构
十里村站位于当涂北路与天水路交叉口，沿当涂北路南北向布置，车站为地下两层单柱双跨岛式站台，站台宽度11m，设4个出入口，2组风亭，1座冷却塔。